# Жиды города Питера, или Невесёлые беседы при свечах
«Жиды́ го́рода Пи́тера, или Невесёлые бесе́ды при свеча́х» (публиковалась также под названием «„Жиды города Питера…“, или Невесёлые беседы при свечах») — пьеса А. и Б. Стругацких, «комедия в двух действиях» (согласно авторскому определению), последнее совместное произведение братьев. Написана в 1989—1990 годах. Единственное завершённое драматургическое произведение авторов, постоянно входящее в репертуар многих театров России. В 1991 году комедия была поставлена Л. Дуровым в Театре на Малой Бронной, на сцене которого шла до октября 2012 года.
Содержательно пьеса (согласно И. Н. Арзамасцевой) посвящена разоблачению эйфории «перестроечной свободы», авторы весьма скептически отнеслись к возможности появления в России очередного поколения «новых людей». Сразу после публикации (журнал «Нева», 1990, № 9) «Жиды города Питера…» вызвали резкую критику как «анахронизм», «агитка» и литературная неудача, однако произведение оказалось востребованным на сцене, постоянно включалось в собрания сочинений писателей. В XXI веке литературоведы рассматривали содержание комедии как «сбывшееся пророчество», обнаружив обычные для Стругацких темы (выбор индивида и целого общества) и мотивы (учительство, конфликт поколений), изобильные интертекстуальные переклички. Пьеса вызвала полярно противоположные мнения рецензентов и исследователей.

## Сюжет
Пьесе предпослан эпиграф из «Слов пигмея» Рюноскэ Акутагавы в переводе Н. Фельдман: «Назвать деспота деспотом всегда было опасно. А в наши дни настолько же опасно назвать рабов рабами». Действие происходит в перестроечные годы: герои смотрят по телевизору трансляцию заседания Верховного Совета СССР, которые проводились начиная с 1989 года, первое действие сопровождается репликами Р. Н. Нишанова с экрана; из слов персонажей следует, что «завтра старый Новый год».

### Первое действие
Богачи города Питера! Все богачи города Питера и окрестностей должны явиться сегодня, двенадцатого января, к восьми часам утра на площадь перед СКК имени Ленина. Иметь с собой документы, сберегательные книжки и одну смену белья. Наличные деньги, драгоценности и валюту оставить дома в отдельном пакете с надлежащей описью. Богачи, не подчинившиеся данному распоряжению, будут репрессированы. Лица, самовольно проникшие в оставленные богачами квартиры, будут репрессированы на месте. Председатель-комендант спецкомендатуры ЭсА.
Глубокой ночью в ленинградской квартире интеллигенты старшего поколения Кирсановы (профессор и его жена Зоя Сергеевна) с соседом Базариным обсуждают политические страсти. Неожиданно гаснет свет, а в квартиру проникает некий «Чёрный Человек», вручивший хозяину дома от имени таинственной «спецкомендатуры ЭсА» (социальной ассенизации) повестку, в которой тот назван «богачом города Питера». Предположение, что это — идиотский розыгрыш, быстро сменяется уверенностью в том, что нужно делать всё так, «как велят». Олег Кузьмич Базарин, в прошлом — идеологический работник, прямо советует действовать как предписано: «там разберутся». Тут появляется старый друг семьи Кирсановых Александр Рувимович Пинский, получивший повестку, адресованную уже «жидам города Питера» и с другим местом сбора. Пинский напоминает, что объявления с таким же текстом расклеивали немцы в оккупированном Киеве в 1941 году, а подчинившиеся евреи были расстреляны в Бабьем Яру. Кирсанов звонит в милицию с жалобой на «хулигана», однако последовал ответ: «Получили предписание — выполняйте» — и разъяснение: такая раздача повесток происходит «везде». Ещё через некоторое время является старший сын Кирсанова — Александр, получивший повестку как «распутник»: он женат во второй раз, и семья его на грани распада. Кирсанов звонит своему другу Сенатору — члену Верховного Совета, то есть представителю власти, но оказывается, что и тот получил повестку — «политиканам города Питера». Появляется младший сын — Сергей Кирсанов, с приятелем-негром («у него папан — замбийский бизнесмен») по имени Артур Петрович Петров. Старшее поколение на первых порах стесняется упоминать о повестках, но Зоя Сергеевна деятельно собирает бельё (как указано в повестке) и вспоминает: «…как мы жили в Карабутаке в сорок девятом году. Была мазанка, печку кизяком топили… Но холодина была зимой ужасная… А вместо сортира — ведро в сенях». Первое действие завершается авторской ремаркой, что во всём городе гаснет свет.

### Второе действие
Кирсанов при свете свечей составляет опись ценностей и разглагольствует, как дети будут жить без него. Базарин, сразу же готовый оправдать все действия против любого из знакомых, тоже получает повестку как «дармоед города Питера». Даже сантехник Егорыч приносит свою повестку (он «мздоимец города Питера»), чем повергает Базарина в полнейшее недоумение: он был уверен, что «класс-гегемон» (чуть ранее экс-функционер язвительно персонифицировал простой народ как «тётю Мотю») никто не тронет. Артур и Сергей, слушавшие в своей комнате Цоя и Гребенщикова и играющие в го («вождь племени га играет в го»), объявляют старшим, что знают о повестках и не намерены ни сдаваться, ни отпускать на растерзание родителей и друзей. Артур показывает игрушечный револьвер. Вновь появляется Чёрный Человек: Сергей пытается подкупить его, что перерастает в драку. Сергей и Артур избивают пришельца. В самый драматический момент включается свет, и выясняется, что посланник принёс бумаги, отменявшие предыдущие повестки. На фоне стонов Чёрного Человека Базарин истерически сорванным голосом повторяет: «Ведь я же говорил! Невозможно это! Я же сразу вам сказал! Невозможно это! Невозможно это! Невозможно!..» В финале звонит телефон, но все в остолбенении и не смеют поднять трубку.

## История создания и публикации

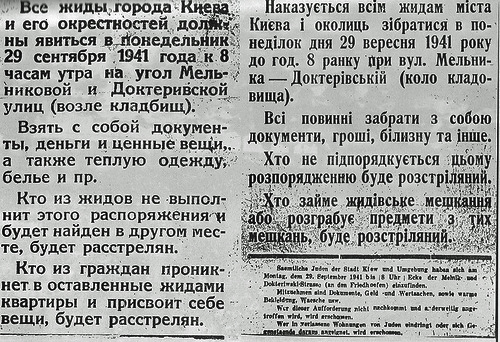
Объявление немецкого командования в Киеве 28 сентября 1941 года (справа — перевод на украинский и немецкий языки)

В «Комментариях к пройденному» Борис Стругацкий возводил предысторию единственной законченной драматургической вещи соавторов к декабрю 1961 года, когда Аркадий Стругацкий предлагал брату написать пьесу из современной жизни. Однако в тот период у Стругацких было много проработанных идей, которые вполне укладывались в прозаическую форму. Современность, как показал опыт повести «Дни Кракена», была сложным для рефлексии и воплощения объектом. Периодически авторы обращались к идее инсценировки самых популярных своих повестей, особенно «Трудно быть богом», результатом чего стал текст «Без оружия», оцениваемый самими Стругацкими невысоко. При этом во множестве интервью соавторы утверждали, что не любят театра. В офлайн-интервью 2 марта 2002 года Борис Стругацкий разъяснял, что театр как зрелище оба брата не слишком жаловали, но с большим почтением относились к драматургии как виду литературы, особенно ценя пьесы Шоу, Чехова и Булгакова. При создании «Жидов…» соавторов особенно привлекала возможность «полностью исключить из произведения автора, оставив только героев и ситуацию (совсем как в реальной жизни!)».
После окончания работы над чистовиком романа «Отягощённые злом» в феврале — марте 1988 года Стругацкие некоторое время занимались подготовкой избранных сочинений в издательстве «Московский рабочий». Под 26 февраля в рабочем дневнике содержится лапидарная запись: «Антиутопия. Конец перестройки». Через две недели вышла статья Нины Андреевой «Не могу поступаться принципами». Аркадий Стругацкий в личном дневнике 1988 года фиксировал разнообразные слухи — в частности, 19 июня записал: «Погром будет, но не еврейский, а с истреблением тех, кто активно за перестройку». Новых идей в рабочем дневнике содержалось мало. Во время рабочей встречи 30 ноября — 3 декабря 1988 года в Москве появился замысел «Весёленькие беседы при свечах». В рабочем дневнике общие соображения по этому сюжету содержатся на страницах от 1 декабря. В записях от 21 декабря появился образ друга сына — «негра-русского», а 23 декабря появилась формулировка, вошедшая в текст пьесы, что, если бы государство было человеком, это было бы лживое подловатое существо, беспощадное к слабому и трусливое перед сильным. Замысел настолько захватил авторов, что в начале 1989 года в интервью ростовской газете «Комсомолец» Аркадий Натанович объявил, что их последняя встреча с братом была «исторической», так как они решили написать пьесу, «со скрежетом повёрнутую к сегодняшнему дню». «Действия в ней не будет никакого, одни сплошные разговоры». В интервью марта — апреля эту информацию подтверждал и Борис Натанович. В летних номерах 1989 года журнал «Нева» сообщал о первоочередной публикации нового произведения.
Из дневников 1989 года следует, что всё это время не существовало приемлемой сюжетной концепции. В дневнике А. Стругацкого от 7 февраля содержится формула: «Ощущения свободы нет — есть страх». 11 августа появляется формулировка «Жиды города Москвы». Рабочая сессия соавторов началась 4 ноября, и идеи сразу стали появляться: канва с повестками и их отменой, немой сценой со звонящим телефоном, название «комитет социальной ассенизации». Персонажи на этом этапе намечены весьма условно. 7 декабря в рабочем дневнике появляются акронимная аббревиатура «ЖГП» и список действующих лиц, включая Кирсанова и Базарина. Прототипом Пинского прямо назван Александр Мирер, о чём впоследствии Борис Стругацкий не любил упоминать. Только в рабочем дневнике упоминается, чем именно занимаются Сергей и негр Артур в своём кооперативе («производят игрушечных лошадок к Новому году»), а также то, что и Кирсанов, и Зоя Сергеевна — филологи. Быстро построилась и сюжетная схема от просмотра телевизора и отключения света в начале до непрерывных телефонных звонов в финале и истерических выкриков Базарина: «Я же говорил, что это невозможно! Я же вам всё время говорил, что это невозможно!» Расписана привязка персонажей к определениям-ярлыкам: «жид», «богач», «тунеядец», «распутник», «мздоимец». Прямо обозначено, что повестки прислали только тем, кто внутренне готов им подчиниться: «Пытают только тех, кто согласен, чтобы его пытали…». К концу дня 11 декабря Стругацкие завершили две трети текста (26 страниц); в дневнике Аркадия Натановича содержится размышление, что в будущем это будет развёрнуто в повесть. Работа возобновилась в двадцатых числах февраля 1990 года, черновик (39 страниц) был завершён 27 февраля, и 2 марта в дневнике старшего из братьев указано, что «Жиды города Питера» закончены. В течение следующей недели добавлялись некоторые правки и определился эпиграф из «Слов пигмея» Акутагавы. Беловик датирован в рабочем дневнике 7 апреля 1990 года, такая же дата проставлена и в рукописи. Готовая машинопись (49 страниц) названа «первым вариантом», что, по-видимому, означает возможность переработки в повесть. В редакцию «Невы» рукопись передал Борис Стругацкий.
Публикация состоялась в девятом номере журнала «Нева» за 1990 год. Как и в случае с «Отягощёнными злом», от завершения текста до журнальной публикации прошло менее полугода. В мемуарах Борис Стругацкий прокомментировал это язвительно: «Своеобразный рекорд, однако. Напоследок». 8 января 1991 года с Аркадием Стругацким связался Лев Дуров и немедленно получил согласие на постановку в Театре на Бронной. Борис Стругацкий, напротив, утверждал постфактум, что соавторы не планировали пьесу для сцены и что обращения режиссёров оказались для них неожиданностью. Ни на одну из постановок Стругацкие никогда не ходили.

Было довольно много хлопот с названием. Звонили из разных театров, произносили речи об опасности антисемитизма, просили разрешения переменить название, оставить только «Невесёлые беседы при свечах» — мы отказывали, дружно и решительно. Название пьесы представлялось нам абсолютно точным. И дело здесь было не только в том, что название это перекидывало прочный мостик между страшным прошлым и нисколько не менее страшным виртуальным будущим. («Жиды города Киева!» — так начинались в оккупированном Киеве 1942 года обращения немецко-фашистского командования к местным евреям — приказы, собрав золото и драгоценности, идти на смерть.)
Первое книжное издание пьесы последовало в 1991 году в коллективном сборнике «Слепящая тьма» (серия «Библиотека журнала „Нева“»). В том же году в Москве комедию опубликовали во втором выпуске фантастического альманаха «Завтра»; этот вариант текста, отличающийся от машинописного беловика, был воспроизведён в первом дополнительном томе собрания сочинений издательства «Текст» в 1993 году (с допечаткой 1995 года). Кроме того, сохранился компьютерный файл с текстом, отредактированным в апреле 1992 года Б. Н. Стругацким для будущего собрания сочинений; его использовали для серии «Миры братьев Стругацких» шесть лет спустя. Этот вариант содержал пропуски и ошибки, а некоторые внесённые автором новации он сам же признал неудачными. Разночтения заметны даже на уровне заголовка. В беловике пьеса называлась «Жиды города Питера, или Невесёлые беседы при свечах», в журнальном тексте «Невы» первая часть заглавия взята в кавычки («„Жиды города Питера“, или Невесёлые беседы при свечах»), а в собрании сочинений «Текста» во внутренние кавычки добавлено многоточие («„Жиды города Питера…“, или Невесёлые беседы при свечах»). Жанровое определение — «комедия в двух действиях» — присутствовало только в журнальной первопубликации. Искажения и опечатки были исправлены в 2001 году при подготовке «чёрного» 11-томника издательства «Сталкер», в 2005 году по тексту этого собрания выходил малоформатный сборник пьес и сценариев «Жиды города Питера». В 33-томном полном собрании сочинений текст с комментариями вошёл в 29-й том.

## Рецензии. Сценические воплощения

### Критические отзывы 1990-х годов
Первоиздание «Жидов города Питера…» (журнал «Нева», 1990, № 9, с. 92—115) было отмечено в рекомендательном библиографическом указателе Государственной библиотеки СССР имени В. И. Ленина. Неподписавшийся автор аннотации-рецензии утверждал, что назвать данный текст комедией мог только человек, обладающий парадоксальным мышлением и одновременно полностью избавившийся от страха перед тоталитарной системой. Впрочем, на другом уровне прочтения можно увидеть в пьесе и опасность «полного поворота вспять — к кошмарам сталинизма». У героев память о прошлом так близко расположена к настоящему, что повторяемое ими же заклинание, что «сейчас же не 37-й год», не работает, никто из них не в состоянии оказать никакого сопротивления, встать на защиту не завоёванной, а дарованной демократии. Именно в этом упрекают поколение шестидесятников их взрослые дети. Автор рецензии, основываясь на факте, что повестки не получили ни сын главного героя, ни его мать, предположил, что именно дети и осуществили «шуточку» с повестками: «жестокую, прямо скажем, но, вероятно, авторы имеют на неё право, если учесть, что молодость братьев Стругацких пришлась на период „оттепели“…».
Рецензент А. Корелин в отзыве на первопубликацию пьесы в журнале «Нева» подчёркивал, что «Жиды города Питера…» — это ответ писателей на «напряжение, которое буквально висит в воздухе». Все герои пьесы почти безоговорочно верят, что кончилось пиршество демократии и наступают новые сумерки диктатуры. Иронически-сочувственное отношение авторов к персонажам прямо передано эпиграфом, ибо даже на съезде народных депутатов слишком много «такой вот вырвавшейся на свободу отчаянности. Но стоит получить приказ собираться… И никто не знает, как поведут себя те же люди».
Культуролог Виктория Храмова отмечала, что по состоянию на 1995 год опасность реставрации «безумия вчерашнего дня» ещё сохраняется, но у населения, по крайней мере, существует выбор, и крайне важным представляется не повторить ошибки. Именно этой ситуации и посвящена пьеса «Жиды города Питера, или Невесёлые беседы при свечах». Ситуация сводится к следующему: «единственную погремушку, оставшуюся на старости — демократию и гласность, — отбирают». Всеволод Ревич в своей посмертно изданной книге 1998 года, несмотря на стремление ревизовать советскую фантастическую литературу, оценил пьесу как «печальный нравственный тест».
Критик Роман Арбитман относил пьесу к антиутопиям, обобщая, что «участь пророчицы Кассандры» подстерегала Стругацких при каждом обращении к этому жанру — в контексте отношения человека и власти. Несмотря на то, что «Жиды города Питера, или Невесёлые беседы при свечах» — это самое политизированное произведение писателей, они избежали искушения расставить все точки над «i», хотя могли многое перенести из подтекста в открытый текст. После августовских событий 1991 года в Москве даже раздавались суждения, что «на сей раз прогноз Стругацких не оправдался, к счастью». На самом же деле в событиях едва ли принимала участие хотя бы половина взрослых москвичей, а Стругацкие предостерегали (в том числе и на собственном опыте), что «свобода мнений, свобода ругани», введённая одномоментно, не приведёт ни к чему, кроме потворства «всеобщему сумасшествию». Виктор Топоров, напротив, всячески подчёркивал «советскость» Стругацких; их творчество, по мысли критика, не выдержало испытания злобой дня, к которой всегда было привязано. Антиутопическая пьеса «Жиды города Питера» названа схематичной и художественно беспомощной.
1 ноября 1994 года в редакции «Литературной газеты» прошёл круглый стол, посвящённый феномену братьев Стругацких; непосредственным поводом стало завершение 12-томного «белого» собрания сочинений издательства «Текст». Участники круглого стола, включая Мариана Ткачёва и Виталия Бабенко, отмечали особую роль Стругацких в советской литературе, так как всё советское общество было искусственно сконструированной утопией, переходящей в антиутопию. Однако «Жидов города Питера» Дмитрий Бак оценил негативно, как и всё, что было издано в пору «легализации» Стругацких: писатели существовали и проявляли свои самые сильные стороны только в «поле иносказания. Они все силы прилагали к тому, чтобы реконструировать очевидное. В ситуации прямого слова, в отсутствие эзоповой оглядки таким авторам жить трудно».

### Сценическая судьба пьесы. Экранизации

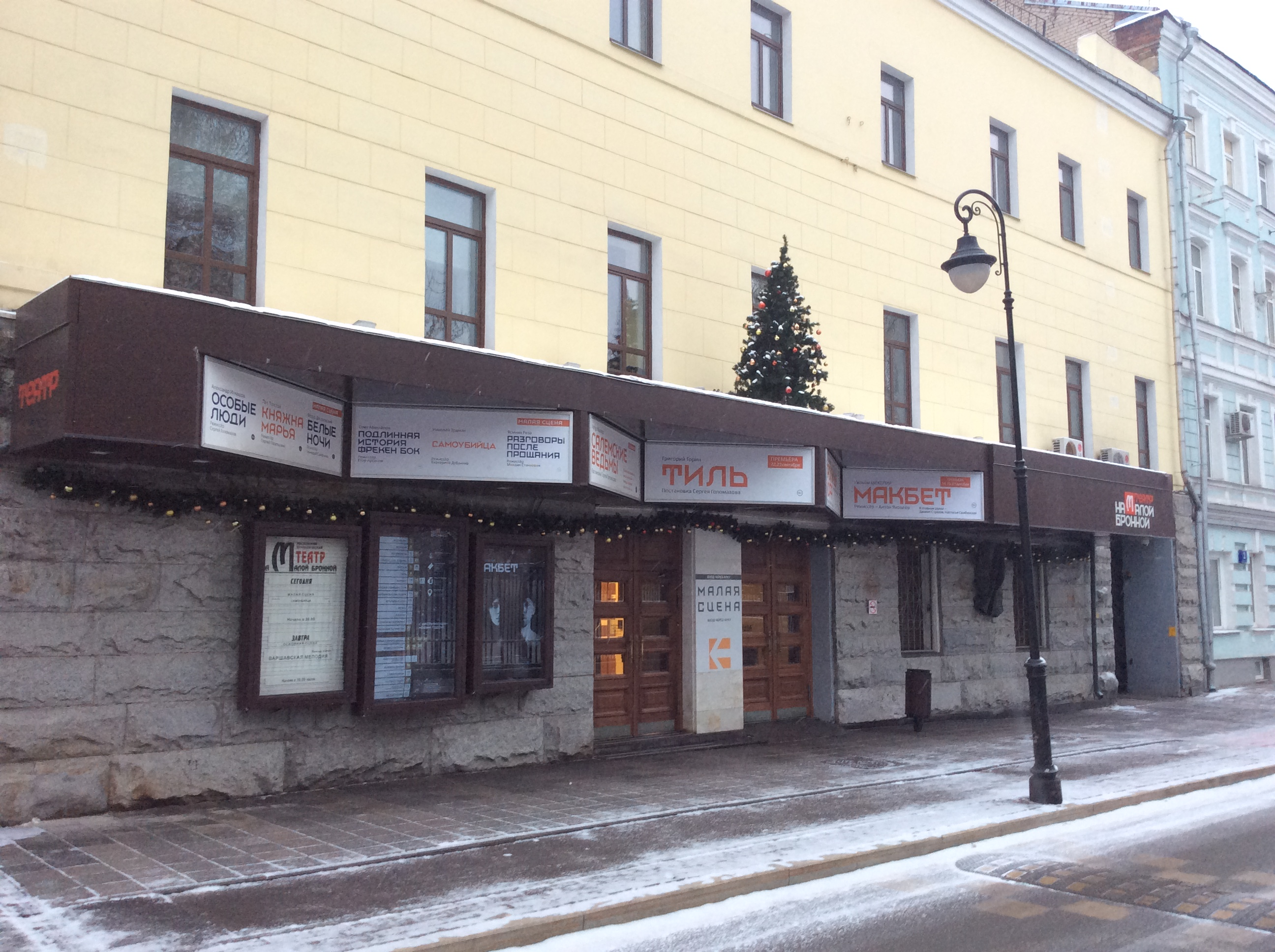
Здание Театра на Бронной в 2018 году

Постановки пьесы разными театрами постсоветского пространства также не остались без внимания критиков. В рецензии Анатолия Баканурского («Вечерняя Одесса», 1991) опровергалась фантасмагорическая или антиутопическая природа пьесы; с точки зрения автора, Стругацкие работали в непривычном для них жанре, ибо писали не о вероятном, как Замятин или Оруэлл, а о том, что уже имеет место: парализующем страхе, превращающем людей в рабов. Тень «тёти Мани» (рецензируется постановка «Жидов…» Тульским драматическим театром им. Горького с изменениями текста) витает надо всем действом и присутствует во всех репликах персонажей, поскольку не антропоморфна и не имеет конкретных носителей качеств тупости, зависти, бездарности. Тётя Маня — это мировоззрение. Единственно фантастическим во всей пьесе является её финал, когда «уже собраны закутанные в ватники, уже проложены маршруты», но трубят отбой. Из рецензии Э. Короткова выясняется, что тульская постановка состоялась 15 марта 1991 года под названием «Мученики города Питера»; критик подчёркивал связь пьесы с реальностью и признавал, что режиссёрские находки и изменения оригинала вполне оправданы и приняты публикой. Постановка Льва Дурова в Театре на Малой Бронной тоже репетировалась ещё до августовского путча, что даже вызвало намёки театрального начальства, что «сценический гротеск уже перенесён в жизнь и пьеса не нужна». Премьера, впрочем, вызвала аншлаг. Постановка 1991 года не понравилась В. Топорову, который приводил «Жидов города Питера…» как пример одновременно неудачной и слишком политизированной драматургии: «Для антиутопии в ней слишком мало фантастики, а для реалистической пьесы — реализма», персонажи излишне схематизированы.
Резко негативную рецензию выпустил в 1992 году Андрей Мокроусов. Он заявил, что «дуровский спектакль ни о чём», даже название его «повторяешь с какой-то душевной неловкостью». Лев Дуров опоздал с попыткой понять состояние человека, выросшего в эпоху застоя, ибо «перед декабрём был ещё август». После начала новой эры пьеса об «эпохе промежутка» выглядит анахронизмом. По мнению А. Мокроусова, Стругацкие попытались изобразить человека, которого поманили «уже почувствованным когда-то в молодости запахом свободы», и теперь он не может понять, правда это или «так, пустили погулять». Авторы решили написать предупреждение, пьесу-антиутопию. Однако к искусству (как и «Невозвращенец» Кабакова) «Жиды города Питера…» не имеют никакого отношения: это «агитка, написанная языком плаката», и она останется только как памятник своему времени. Когда «реалии исчезают, всё это уже скучно читать». Впрочем, пьеса выполнена совершенно в духе художественного мышления Стругацких, каким оно сформировалось в 1960-е годы. С точки зрения А. Мокроусова, в результате раскола литературного пространства фантастической литературы «физики уехали», часть «лириков» продолжала делать вид, что «развивают идею», а другие — как и сами братья — превратили фантастику в средство политического протеста. По мнению критика, талант Стругацких не выдержал испытания собственной заданностью, обязательным «вторым дном», поэтому их тексты 1980-х годов «способны дочитать до конца только фанаты», которых, впрочем, хватает. Льву Дурову оставалось достоверно и без потерь воспроизвести «менталитет Стругацких» со всей недвусмысленностью его подтекста. Текст Стругацких, в понимании рецензента, представляет собой «впечатанную в сюжетную форму философию наших кухонь»; авторы выросли из соцреализма, но не смогли покинуть его пределов.
В 1993 году режиссёр Е. Плугатырева поставила телефильм «Жиды города Питера», в котором театральное действо (в исполнении труппы Александринского театра) перемежалось обращениями к жителям Петербурга, отвечавшими на вопросы, как бы они поступили в аналогичной ситуации. Фильм был показан на фестивале «Золотая Ракла» в Болгарии. Об этой постановке вспоминал в «Комментарии к пройденному» Борис Стругацкий, назвав её «остроумной публицистической телепередачей». По воспоминаниям Константина Селивёрстова, в 1998 году Борис Стругацкий, посмотрев его дебютный фильм «Моцарт в Петербурге», предложил режиссёру экранизировать «Жиды города Питера», но по ряду причин проект так и не состоялся. По данным стругацковедов С. Бондаренко и В. Казакова, в период 1992—2015 годов было выпущено не менее пяти фильмов и телеспектаклей по мотивам пьесы.
Несмотря на множество негативных отзывов, Театр на Бронной и в XXI веке продолжал ставить пьесу, пользовавшуюся устойчивым спросом не только у московской публики, но и на гастролях. Причину этого обозреватели видели в следующем: «Банальность идеи компенсируется в спектакле сочной актёрской игрой. „Жиды города Питера“ — типичный образец так называемой актёрской режиссуры. Лев Дуров со старыми и опытными партнёрами по сцене насочинял множество забавных приспособлений, каждая ударная реплика подаётся здесь с артиллерийской мощью, диалог — пружинистый, юмор — развесистый». Спектакль вызывал разноречивую реакцию публики и в 2007—2010-е годы, он продержался в репертуаре до середины октября 2012 года. В 2016—2023 годах пьесу ставил архангельский молодёжный театр. В 2018 году под названием «Ужин при свечах» пьеса была поставлена на сцене орловского театра «Русский стиль».

## Литературно-критическое восприятие

Издание пьесы среди книг серии «Миры братьев Стругацких» в формате покетбука

### Художественный мир пьесы
Авторы четырёхтомной «Истории русской литературы XX века» относили «Жидов города Питера…» к так называемой «новой драме» 1980-х годов, рассматривая пьесу в одном контексте с «Вальпургиевой ночью» В. Ерофеева, произведениями А. Шипенко, А. Казанцева («Сны Евгении») и А. Буравского («Учитель русского»). Театр постепенно переставал быть ареной идеологических боёв, хотя в своей пьесе Стругацкие вывели людей-фантомов, подлинных «теней прошлого», которые, невзирая ни на какие ветры перемен, могут «по-хозяйски» оказаться на самом верху общества. Редакторы полного собрания сочинений Стругацких С. Бондаренко и В. Казаков отмечали, что пьеса является комедией в исконном понимании слова, так как живыми и относительно здоровыми остаются все персонажи. Комизм присутствует лишь внешне в некоторых репликах, и в этом отношении «Жиды города Питера…» такая же комедия, как «Горе от ума». С. Я. Гончарова-Грабовская находила комическое в пьесе не во внешних признаках, а во внутреннем содержании. Это мрачная комедия, в основе которой не смех, а горечь, скрывающая тревогу за человека, оказавшегося в духовном вакууме. А. В. Демкина относила пьесу к так называемой «катастрофической фантастике» и рассматривала в одном ряду с «Невозвращенцем» Кабакова, «Не успеть» В. Рыбакова и «Смерть этажом ниже» К. Булычёва.
Историк В. В. Комиссаров особо выделял «Жидов города Питера…» в творчестве Стругацких, так как сюжет пьесы разворачивается в реальном историческом пространстве и время действия соответствует времени написания. В этом отношении комедию можно сравнивать с повестями «За миллиард лет до конца света» и «Хромая судьба» и даже рассматривать как потенциальный исторический источник по истории и образу мышления советской интеллигенции. С. Я. Гончарова-Грабовская, напротив, утверждала, что писатели полемически переносили советские реалии 1930-х годов на обстановку 1990 года и что на это косвенно указывает отсылающее к текстам Булгакова имя «Зоя Сергеевна». Литературная игра позволила раскрыть социально-психологическое состояние общества переломной эпохи, показать принципиально разную реакцию поколений «отцов и детей» на происходящее: старшие растеряны, и им некому пожаловаться; дети призывают противиться (хотя бы взяв в руки револьвер), а Зоя Сергеевна уже готова ехать в ссылку. А. В. Дёмкина сводила основной конфликт, положенный в основу пьесы, к дилемме: что опаснее — репрессивный аппарат как таковой или люди, истово уверовавшие в его силу и заранее готовые подчиняться чему угодно.
Художественный мир комедии выстроен символически на пересечении Света и Тьмы, которые представляют два мира с чётко очерченными границами. «Свет за окном от снега, свет свечи, электрический свет. Тьма: темнота в квартире, темнота в городе, непроглядная тьма». Все уровни повествования (пьеса не предназначалась авторами для постановки) сходятся в финале, когда Чёрный Человек приносит бумаги, отменяющие повестки, однако предварительно Сергей и Артур избивают посланца, и бесконечно звонит телефон. Кульминация стягивает воедино уровни сюжета, символики и интонации, заменяя обычную для притчи мораль. На этой основе можно домыслить несколько вариантов последующих судеб героев: во-первых, избавление их от рабства; во-вторых, окончательное закабаление; в-третьих, вступление в действие некой третьей силы, воплощением которой являются Сергей и Артур, с окончательно непредсказуемым результатом. Многочисленные интертекстуальные намёки, обычные для Стругацких, позволяют на краткое время «попробовать» персонажей в самых различных социальных ролях, определить, насколько адекватна их человеческая сущность внешней оболочке. Раскрыта и главная тема писателей — последствия выбора каждого отдельного человека и целого общества. Обобщающе-символический смысл внелитературных средств — игры света, музыки, сопровождающих звуков — позволяет вполне конкретные реалистические обстоятельства возвысить до границ философского уровня, подобно тому как это происходило в русской литературе начала XX века. В этом плане Э. Бардасова проводила параллели с пьесой Л. Андреева «Жизнь Человека», в которой представлены музыкальная, пластическая и свето-цветовая линии композиционного выражения. В отличие от Андреева, в «комедии» братьев Стругацких аспекты символического образа Света-Тьмы непосредственно участвуют в создании возможного мира, и его различные градации (множество разноцветно освещённых окон; отсвет уличных фонарей; низкое светлое небо; электрический свет гаснет — зажигаются свечи; гаснут фонари на улицах — освещённое небо за окном гаснет; город погружается в непроглядную тьму) позволяют реализовать значение символа дополнительно на сюжетном, интонационном, идейном уровнях. В финале Зоя Сергеевна, жена Кирсанова, падает на колени около избитого Чёрного Человека и кричит: «Свет! Свет мне дайте!» В ту же секунду вспыхивает электрический свет.
Писатели не предлагают единственно возможного рецепта для устранения базового противоречия: герои стремятся к добровольному рабству, обуреваемые в то же самое время неистребимым желанием преодолеть страх любыми способами. Каждый герой вынужден решать эту дилемму самостоятельно. Все уровни повествования скрепляет вездесущий Страх, который заставляет человека скрывать истинные мысли и мотивы поступков. Для Стругацких это несомненное воплощение вселенского зла, требующего активного противодействия. Однако какие-либо протесты или тем более насилие бесполезны; единственным средством является воспитание нового поколения людей, «чуждого социальных стереотипов, не отягощённого веригами идеологии и обладающего собственным взглядом на вещи». Для поколения родителей (и самих Стругацких) эти «новые люди», однако, чужды.
Американская исследовательница Ивонн Хауэлл в своей диссертации 1994 года категорически утверждала, что пьесу нельзя считать чем-то чужеродным для Стругацких и обвинять авторов в отказе от фантастической литературы ради завуалированной публицистики. На самом деле текст полностью соответствовал стилю Стругацких, включая наличие стремительно развивающегося сюжета, построенного по лекалам «дешёвого» детектива; в детективное действо упаковано философское содержание. Ивонн Хауэлл считала, что в своём последнем произведении Стругацкие объединяли поверхностное и глубокое, повседневное и метафизическое, вовсе не стремясь сглаживать противоречия между полюсами. Авторы «остались на высоте своего мастерства», и в тексте присутствуют все черты, характерные для творчества зрелых Стругацких.

### «Отцы и дети» эпохи перестройки
Писатель Игорь Минаков в предисловии к «Жизни драмы» Эрика Бентли (2004) отмечал пронизанность пьесы Стругацких «Жиды города Питера…» литературными реминисценциями. Говоря об обстоятельствах написания, он утверждал пророческий характер текста, через несколько месяцев после окончания которого грянул августовский путч. Исторический контекст названия также вполне прозрачен: в 1941 году во время немецкой оккупации Киева со слов «Жиды города Киева…» начинались «официальные обращения» новоявленных властей к еврейскому населению, завершившиеся массовым геноцидом. Во время постановки в одном из киевских театров спектакль получил именно такое название. Эпиграф из Акутагавы дополнительно отсылает к «прошлому, которое держит будущее за горло». Ключевыми персонажами, определяющими действие, являются Кирсанов, Базарин и Чёрный Человек. Профессор Кирсанов описан как склонный к полноте, «с подчёркнуто-величавыми манерами потомственного барина», тогда как Базарин соотносится со своим тургеневским прототипом (Базаровым) достаточно отдалённо, хотя при желании можно вообразить, что и он дожил бы до «полноты и плеши». Чёрный Человек вполне соответствует таинственному заказчику «Реквиема» в «Моцарте и Сальери» А. С. Пушкина и мучителю лирического героя С. А. Есенина из одноимённой поэмы. Выбор имён и формирование ассоциативного ряда, по мысли И. Минакова, не случайны: Кирсанова равно возмущает и самоуправство самозваной комендатуры ЭсА, и непонятное поведение собственного сына. «Приятель профессора Базарин, вполне в соответствии с образом бывшего остепенившегося „нигилиста“, готов приспособиться к ситуации, лишь бы лично ему ничего не угрожало. …Чёрный Человек в финале оказывается вовсе не провозвестником неумолимого рока, а обыкновенным, слабым человеком». Если же рассматривать коллизию через тургеневскую призму, то Стругацкие решили спор в пользу «детей», которым безразличны и прошлое, и страхи отцов. Пьеса создавалась в 1989—1990-е годы, когда выбор поколения «детей» ещё не был столь очевиден.
Литературовед И. А. Биккулова также обращала внимание на прямые авторские параллели, проводимые между поведением персонажей и их прообразов в тургеневском романе. Базаров, как известно, стремился «место расчистить»; так же и «дармоед города Питера» Базарин, рассуждая, что крутые меры необходимы, негодует, что, похоже, «начали опору подрубать». Опора, то есть интеллигенция, сплошь «дармоеды», «политиканы», «распутники» и, разумеется, «жиды». Даже сантехник не сомневается, что надо непременно идти на место сбора, но не может понять, что означает в повестке слово «мздоимец». Выбор уже сделан: «отцы» собрались на очередное заклание, на что Сергей резюмирует, что они приняли принципиальное решение ещё до получения всяческих повесток. На его требование «не дать себя сломать» отец с горечью отвечает, что сломан давным-давно, а сейчас «они» начнут ломать «вас», чтоб навсегда запомнили, кто в мире хозяин. Финал при этом типичный для Стругацких: принципиально открытый, неясный и ничего не разъясняющий — с точки зрения И. Биккуловой, всё действо можно интерпретировать как сон, дурное предзнаменование или даже шутку. Окончательных ответов нет ни на одном из уровней: родители облегчённо вздыхают, что «сейчас не 37-й год», а «шустрые дети» с удовольствием избили Чёрного Человека. Исследовательница считает важным вопрос Чёрного Человека «Что я тебе сделал?». С её точки зрения, Стругацкие максимально усложнили обычную для них ситуацию выбора: в пьесе выбор любого решения не означает, что ситуация будет разрешена. С точки зрения литературоведа Маргариты Громовой, в пьесе-антиутопии Стругацких речь идёт о душевнобольном обществе, чьё самоощущение препятствует даже улавливанию «ветра перемен»; угроза возвращения старых порядков проистекает именно из этого, о том же говорила С. Гончарова-Грабовская.
Критик-фантастовед Виталий Каплан, представляя в 2001 году обзор российской фантастики предшествующего десятилетия, противопоставлял тексты советского периода («воплощение общественной мечты литературными средствами») произведениям начала нулевых годов, питательной средой которых служили страхи и разочарование. Жанровые особенности фантастики делают её особенно чуткой к людским ожиданиям и настроениям, витающим в «коллективном бессознательном». «Жиды города Питера…» рассматривались В. Капланом как типичное произведение «общей демократической волны» рубежа 1990-х годов, антитоталитарное по содержанию, обличающее массовые репрессии и господствующую идеологию. В этом же ряду назван рассказ А. Лазарчука «Мумия» и «Кто звал меня?» А. Щёголева, а также «Санаторий» В. Хлумова.

### Претексты и цитаты
Филолог А. В. Снигирёв отмечал, что пьеса «„Жиды города Питера…“, или Невесёлые беседы при свечах» оказалась для Стругацких последним, но не итоговым произведением. Не являлся этот текст и экспериментальным, поскольку в нём прослеживаются и стандартные литературные приёмы братьев-соавторов, и излюбленные ими образы, например, еврея-трикстера или мещанина-резонёра. Хотя это была первая и последняя совместно созданная и дописанная до конца пьеса, склонность к сценографичности и визуализации характерна для рабочего процесса Стругацких: в черновиках и рабочем дневнике нередки зарисовки расположения героев в комнате или другом пространстве. Братья сравнительно легко перерабатывали свои повести в сценарии, встречаются в их текстах и фрагменты, написанные с применением драматургических приёмов, например диалог машин в «Улитке на склоне». Для творческой манеры соавторов характерно использование песенных текстов, своих («Дети тумана» в «Стране багровых туч») и чужих, зачастую без указания авторства. В пьесе «Жиды города Питера…» Стругацкие единственный раз использовали цитаты из рок-песен. Все они связаны с образом младшего сына хозяев квартиры — Сергея Кирсанова. Он работает со своим другом-негром в кооперативе. Придя после работы, они закрываются в комнате; доносящиеся оттуда песни являются музыкальным фоном второго действия пьесы. В авторской ремарке это оговаривается отдельно: «На самом пределе слышимости звучит фонограмма песен современных популярных певцов». Каждый из рок-текстов сопровождается отдельной авторской ремаркой, связанной прежде всего с манерой исполнения: Гребенщиков «стонуще выводит» «Поезд в огне»; Виктор Цой «сдавленным голосом» поёт «В наших глазах»; а Шевчук «хрипло кричит»: «Предчувствие-е-е… гражданской войны!» В магистерской диссертации Е. Шукленковой (Масариков университет) отмечено, что ремарки Стругацких совершенно расходятся с восприятием рока в русской культуре, отделённого от популярной музыки. А. Дёмкина, напротив, утверждала, что песня Ю. Шевчука «становится своего рода музыкой конца света, а не только музыкой, призванной придать документальности и актуальности».
Для творческой манеры Стругацких характерно использование текстов песен для усиления либо раскрытия психологического состояния персонажей (в «Гадких лебедях» герой — Виктор Банев — поёт песню Высоцкого «Подводная лодка»). Рок-музыка использована в действии для демонстрации реакции героев — типичных представителей социо- или психотипа — на полученные повестки. Песня Б. Гребенщикова звучит, когда Кирсанов вопрошает у жены, чем занят его младший сын, и получает ответ, что они с другом «слушают музыку и играют в какую-то игру». Песня В. Цоя звучит при пустой сцене — герои расходятся по комнатам собирать вещи. Шевчук сопровождает попытку Базарина дозвониться до начальства и найти защиту от социальной ассенизации. Если предположить, что модные песни должны указывать на молодое поколение, выясняется следующее: только Сергею и Артуру не пришли повестки, но произносимые ими речи о добре, свободе, искренности и чистоте моментально перечёркнуты сценой с подкупом и избиением Чёрного Человека. Новое поколение оказывается ничуть не лучше старого: «столь же мелкими и отвратительными в своей крысиной возне, со своими жалкими тайнами и желаниями». В пьесе в принципе отсутствуют положительные герои, даже Зоя Сергеевна, жена Кирсанова и мать Сергея, не годится на эту роль. А. В. Снигирёв утверждает, что рок-песни не связаны с происходящим на сцене и создают диссонанс с атмосферой сгущения тревоги: при отключённом электричестве герои зажигают свечи; из мрака появляется Чёрный Человек. Практически весь образный ряд, начиная с фамилий героев (Кирсанов, Базарин — аллюзия к «Отцам и детям»), отсылает к дореволюционной классической литературе, а не к перестроечной эпохе. Лев Дуров при постановке пьесы в 1991 году отказался от использования прописанных в ремарках песен, заменив их на классическую музыку.
А. В. Снигирёв отмечал, что Стругацкие обладали даром чувствовать запросы и вкусы читательской аудитории. Начав в 1950-е годы в жанре фантастики ближнего прицела, авторы в кратчайшие сроки переключались на более интересные и востребованные аудиторией конкретного времени темы. «В разгар эпохи „физиков и лириков“ они выпустили „Понедельник начинается в субботу“, в эпоху застоя — антибюрократическую „Сказку о Тройке“». Эту же закономерность можно проследить по песенным цитатам. В утопический период творчества герои Стругацких пели «патриотические песни о звёздных странниках, чрезвычайно модных во времена космических достижений СССР», во времена популярности В. Высоцкого его песня вкладывалась в уста герою-писателю, и так далее. Сами Стругацкие рок-музыкой не интересовались (Борис Стругацкий ссылался на своего сына как консультанта и никогда не упоминал других имён исполнителей, кроме перечисленных в пьесе), и А. Снигирёв предположил, что данный мотив был средством подстроиться под интересы и вкусы потенциального читателя, не являясь органической частью литературного текста.

…Обращение братьев Стругацких к рок-поэзии говорит не только о типе творческого мышления соавторов, одна из важнейших черт которого — мобильность, но и о значимости и знаковости рок-поэзии для того времени — ведь включены были именно они, а не «Ласковый май» или «Кар-мэн», звучавшие в 1990 году из каждого окна.
Библиографы В. Борисов и В. Курильский выявили в тексте множество иных интертекстуальных отсылок, помимо обозначенных выше. В репликах героев причудливо перемешаны лексика и фразеология как сталинской («вредительство»), так и перестроечной эпохи, множество политических анекдотов («оба хуже» и «глаза добрые-добрые», «усекновение головы — лучшее средство от мигрени» и прочие), цитата из песни Высоцкого «Милицейский протокол» и переделка стихотворения Пушкина «К Чаадаеву» («Товарищ, знай, пройдёт она, эпоха безудержной гласности, и Комитет госбезопасности припомнит наши имена!..»). Пинский, рассказывая, как его «в пятидесятом на физфак не приняли» по причине антисемитизма, использует подлинный факт из биографии Бориса Стругацкого. Присутствуют и обычные для авторов классические цитаты: из Горького («Детство»), «Вишнёвого сада» Чехова, «Страшной мести» и «Ревизора» Гоголя, «Мастера и Маргариты» Булгакова (ч. 2, гл. 24).

### Социально-политические интерпретации

#### Публицистичность и еврейство
Профессиональные литературоведы обратились к исследованию «Жидов города Питера…» ещё в 1990-е годы. В диссертации Э. Бардасовой (1995) пьеса характеризовалась как духовное завещание поколению, пришедшему на смену «шестидесятникам». В этом отношении комедия Стругацких — синтез излюбленных писателями жанров социально-философской и реалистической фантастики. Хронотоп пьесы, при всей его вещной конкретике, в одинаковой степени сочетает как действительный мир с его реалиями, так и вероятностный мир, вторгающийся в реальность мощным потоком. Форма пьесы позволила авторам широко задействовать символизм и обобщающие ремарки, весь арсенал гротеска и пародии, что сближает «Жидов…» с романом «Отягощённые злом». Э. Бардасова подытожила, что «Герои „комедии“, независимо от их социальной и духовной ориентации, прежде всего — „рабы“, а при более внимательном анализе оказывается, что они не просто „рабы по собственному желанию“, а доведены до этого позорного состояния всем ходом исторического и духовного развития нашего общества». Комедия оборачивается трагедией, рефреном к которой служит цитата из «Поэмы конца» Цветаевой: «В сем христианнейшем из миров поэты — жиды». Трёхбуквенное слово уже не имеет отношения к национальности, обозначая социальный диагноз, ибо в пьесе власть всех «берёт за горло». Всякий выделенный из массы, обозначенный ярлыком особости — уже «жид».
Литературовед Марк Амусин в монографии 1996 года не выделял пьесу из общего потока поздних произведений Стругацких (не являющихся, с его точки зрения, творческими удачами). «Жиды города Питера» — не более чем попытка художественно-публицистического реагирования писателей на политические события. Соавторы использовали старый проверенный сюжет испытания, практически лишённый фантастического элемента. Заставив представителей разных поколений пройти через крушение перестройки и начало диктатуры, Стругацкие показали, что молодёжь уже «по ту сторону» политико-идеологических игр, для своих родителей они «людены». Именно трезво-деловой подход Сергея и Артура позволил демистифицировать ситуацию, показав, что это всего лишь блеф, «наведённая иллюзия». В монографии, изданной в Израиле, М. Ф. Амусин проанализировал и пласт еврейства в творчестве Стругацких. Само название «Жиды города Питера» как будто бы намекало, что в центр повествования поставлена тема антисемитизма. Однако содержание в очередной раз подтверждало, что для братьев-соавторов этническая тема и еврейство (как и для всей русско-еврейской либеральной интеллигенции) не имели самодовлеющей экзистенциальной значимости.
В вышедшей в 1993 году монографии польский стругацковед Войцех Кайтох категорически заявлял, что пьеса относится к публицистическому жанру и что её актуальность полностью исчезла в результате событий лета 1991 года. По мнению Кайтоха, Стругацкие «выставили суровый счёт подавляющему большинству своего поколения», прямо назвав рабов рабами, пусть и через эпиграф. Пьесе отказано во всякой оригинальности: фабула напоминает «За миллиард лет до конца света». Никому из героев даже не приходит в голову игнорировать повестки или вступать в противоборство с рассылающей их системой, «подчинение любому распоряжению является для них чем-то обязательным, не подлежащим сомнению». Герои давно ожидали конца реформ, перестройки и гласности. Лишь поколение двадцатилетних оригинально покажет, как оно не заражено рабством, — его представители изобьют человека, разносящего повестки. Войцех Кайтох акцентировал связь идейного фундамента «Жидов…» с рассуждениями Солженицына об отсутствии сопротивления советского общества репрессиям. Согласно критику, только представители молодёжи ведут себя так, как этого бы хотел Александр Исаевич.

#### Интеллигенция и страх
Историк В. Д. Соловей и его сестра-этнограф Т. Д. Соловей, рассматривая положение русского националистического движения перестроечной эпохи, выделяли деятельность общества «Память», для которого в 1987 году представился исторический шанс возглавить массовую политическую мобилизацию советского общества. Однако антисемитизм в идеологии данной организации полностью подавлял позитивную часть её популистских лозунгов (включая борьбу с бюрократизмом, защиту культурно-исторической среды и экологии среды обитания). Грубый и откровенный антисемитизм вызвал отторжение на уровне центральной власти, не говоря о реакции либеральной интеллигенции. По мнению В. Д. и Т. Д. Соловей, пьесу «Жиды города Питера» можно отчасти рассматривать на фоне эпидемии страха, поразившей еврейское население СССР, и даже как сублимацию «экзистенциальной прочувствованности» этого страха. В реальности угрозы погромов не существовало.
Историк Д. Володихин и писатель-фантаст Г. Прашкевич в биографии Стругацких, написанной для серии «Жизнь замечательных людей», рассматривали «Жидов города Питера» как злободневную пьесу, сочинённую в эпоху, когда советское общество превратилось в «чуть ли не дискотеку со светомузыкой». По мысли Володихина и Прашкевича, ещё с середины 1960-х годов Стругацкие исподволь наводили своих читателей на мысли о демонтаже советской системы, в условиях которой не явится «что-нибудь лучше, чище, разумнее», и только через двадцать лет получили возможность «драться всерьёз». Комедия, иными словами, являлась политической публицистикой, «художество» занимало весьма незначительное место в тексте. Пьеса является и «памятником идейной последовательности Стругацких». Говоря о содержательных особенностях, Володихин и Прашкевич утверждают, что в финале пьесы «если бы вестника „системы“ не избили, то бумажки с отменой старых „повесток“ не были бы явлены. Нетрудно извлечь простой вывод, к которому подводят авторы пьесы. Его можно озвучить примерно так: „Система“ одряхлела, не бойтесь, давайте ей сдачи сегодня и сейчас, каждый на своём месте. Она уступит. Она обязательно уступит. И хотя бы не вернётся к Сталину». Впрочем, в пьесе сильна и традиционная для авторов тема учительства и воспитания новых поколений: в «Жидах города Питера» несломленные и свободные сыновья фактически ломают власть, попиравшую их родителей. Дмитрий Быков в другом контексте отметил, что самым трагическим противоречием мировоззрения Стругацких является то, что хороших людей (и вообще людей) формирует только война, боевой опыт. «Кто воевал — тот не крыса, нет у него шанса скрыситься», а вот у Людей Воспитанных — таких шансов очень много. Соответственно, в «Жидах…» содержится «констатация того факта, что навык сопротивления утрачен, что потребуется невероятной силы встряска для возвращения простейших базовых понятий».
Политолог Ю. Черняховская отмечала, что творчество Стругацких конца 1980-х годов отражало глубочайшее разочарование как в результатах разработки проекта светлого будущего, так и в перестроечных общественных устремлениях: в частности, в неумеренном эмоционально-протестном активизме, разрушающем вместе с негативными началами и сами основы развития общества. Эта проблема и была положена в основу пьесы «Жиды города Питера, или Невесёлые беседы при свечах». Отразилось в пьесе также разочарование интеллигенцией, которая, как казалось некогда Стругацким, могла бы стать основой нового общества. В пьесе открыто сказано, что люди и группы, вовлечённые в перестройку, не способны на созидательную работу, действуют под влиянием политической моды и «смелы лишь в той степени, в какой им позволяют проявлять активность скрытые от показа в пьесе силы в высшей политической элите». Они совершенно не способны защищать то, чему присягают только на словах. Интеллигенция вообще не в состоянии существовать вне дозволенных властями рамок и всегда готова предать все провозглашаемые идеалы и продать страну за личное благополучие и безопасность. Историк и фантастовед В. В. Комиссаров, обобщая, относил «Жидов города Питера…» к произведениям, в которых Стругацкие развили идею социальной изоляции интеллигенции. Данная линия в их творчестве наметилась ещё в повести «За миллиард лет до конца света». В пьесе группа ленинградских интеллигентов получает повестки в стилистике приказов немецко-фашистских оккупантов, и первой же реакцией персонажей является обращение к знакомым во властных структурах. Всё возмущение свелось к кухонным разговорам, после чего все покорно собирают вещи, исполняя приказ. То есть интеллигенты не имеют никакого позитивного социального потенциала и не способны ни на что, даже на пассивное сопротивление.
Редакторы полного собрания сочинений группы «Людены» Светлана Бондаренко и Вадим Казаков в комментариях к публикации пьесы отмечали, что глубоко неверными оказались суждения критиков, заметивших только публицистический посыл и пророчивших необратимую утрату интереса к тексту. В XXI веке оказалось, что «Жиды города Питера» — это «глубокая и печальная притча о жизни, о людях, о неизбывной привычке к беспрекословному подчинению, о страхе и умении либо неумении его преодолеть». Вполне очевидна художественная общность пьесы с предшествующими произведениями Стругацких, особенно «Трудно быть богом» и «Второе нашествие марсиан»; тема страха широко поднималась в «Отягощённых злом».